# Dias d'Ávila
Dias d'Ávila est une municipalité brésilienne de l'État de Bahia et la microrégion de Salvador.